# 한영우
한영우(韓永愚, 1938년 7월 12일~2023년 2월 15일)는 대한민국의 사학자이자, 2019년 현재 서울대학교 명예교수이다. 2008년까지 문화재청 사적사료연구위원장 겸 사적분과위원을 지냈다. 그의 저서 《다시찾는 우리역사》는 대표적인 한국사 통사로 대학 교양 교재나 공무원 시험용 수험서로 널리 쓰이고 있다.

## 학력
- 서울대학교 문리과대학 사학과 문학사
- 동 대학원 사학과 국사전공 문학석사
- 동 대학원 사학과 국사전공 문학박사

## 경력
- 1970.3~2003.8   서울대학교 인문대학(문리과대학) 국사학과 교수
- 1983.8~1984.8   미국 하버드대학 동아시아언어문화학과 방문교수
- 1987.9~1991.9   서울대학교 한국문화연구소장
- 1990.1~1991.12  한국사연구회장
- 1991.7~2003.7   국사편찬위원회 위원
- 1992.6~1996.6   서울대학교 규장각 관장
- 1993.4~2008     문화재위원회 사적분과 위원 및 위원장
- 1997.3~1999.3   한민족연구발전위원회 위원(국무총리자문기구)
- 1997.4~2003.5   경기문화재단 이사
- 1998.12~2000.12 서울대학교 인문대학장
- 2003.9.1~2008.2 한림대학교 한림과학원 특임교수
- 2008.3.1        前이화여자대학교 이화학술원 석좌교수
- 2012.2.1        前이화여자대학교 이화학술원 원장
- 2003.9.1~ 2023.2 서울대학교 명예교수

## 수상 내역
- 1984년: 출판문화상저작상
- 1986년: 치암학술상
- 1994년: 세종문화상
- 2003년: 옥조근정훈장
- 2005년: 간행물윤리상 `저작상`
- 2005년: 제2회 대한민국 문화유신상
- 2007년: 제3회 경암학술상
- 2007년: 제16회 수당상

## 저서
- 《다시찾는 우리역사》
- 《다시 실학이란 무엇인가》
- 《역사를 아는 힘》
- 《왕조의 설계자 정도전》
- 《정조의 화성행차, 그 8일》
- 《동궐도》
- 《유수원:꿈과 반역의 실학자》